# Ludo Coeck
Ludovic Coeck (Antwerpen, 1955. szeptember 25. – Edegem, 1985. október 9.) belga válogatott labdarúgó.